# Hovacoris
Hovacoris is een geslacht van wantsen uit de familie van de Reduviidae (Roofwantsen). Het geslacht werd voor het eerst wetenschappelijk beschreven door André Villiers in 1964.

## Soorten
Het genus bevat de volgende soorten:

- Hovacoris bicolornotum Zhang & Weirauch, 2011
- Hovacoris bipunctatus Villiers, 1964
- Hovacoris melanoceps Zhang & Weirauch, 2011
- Hovacoris rufiventris Zhang & Weirauch, 2011
- Hovacoris vadoni (Villiers, 1968)